# Кальницький Яків Ісакович
Яків Ісакович Кальницький (*23 жовтня 1895, м. Катеринослав — † лютий 1949, Харків) — український російськомовний письменник єврейського походження, прозаїк, фантаст.

## Біографічні відомості
Яків Ісакович Кальницький народився в сім'ї дрібного маклера.
Належної освіти здобути не зміг, зате пробув в окопах Першої світової війни понад два роки.
З лютого 1917 року з головою поринув у вир революційної руйнації старого світу, формував дружини Червоної гвардії, командував червоноармійським полком. Якийсь час служив у ДПУ, потім розпочав навчання у Дніпропетровському металургійному інституті.

### Репресії
Остання збірка мимоволі стала фатальною в долі її автора. Так сталося, що її примірник він подарував з автографом своєму давньому знайомому Едуардові Єнукідзе, братові незмінного секретаря ВЦВК Авеля Єнукідзе. Та коли брати Єнукідзе з волі Сталіна були піддані репресіям, під час трусу в квартирі «запеклого троцькіста», молодшого з них, було знайдено книжку Я. Кальницького з дарчим написом «Для харківських служителів сталінської Феміди» цього виявилося досить, щоб звинуватити її автора в приналежності до «антирадянської сіоністської шпигунської організації».
4 червня 1938 року Кальницького було заарештовано. А вже 18 червня його змусили написати розлоге зізнання в тому, що він давній і заклятий сіоністський шпигун і затятий антирадянець.
Як же сталося, що бойовий червоний командир так швидко, за якихось два тижні перебування за ґратами, вщент морально зломився, збезчестив своє минуле й майбутнє?
Вичерпну відповідь на це запитання дав у листі до Сталіна сам Кальницький. Виявляється, одразу ж після арешту його було кинуто на так звану горішню «жаровню» — в крихітну камеру № 53, де на запаскудженій підлозі знемагало у п'ятдесятиградусній спеці, в задусі та смороді, без води і їжі вісімнадцятеро в'язнів. Уже на першому допиті слідчий Паволоцький із своїми підручними ґрунтовно «ознайомив» колишнього героя громадянської війни з методами «обробки» непокірливців. І на прощання порадив напівпритомному письменникові: «Якби ми хотіли тебе знищити, то розстріляли б без зайвих розмов. Але нам потрібно, щоб ти розкаявся, склав зброю. Розколись, що ти сіоністський шпик, і будеш жити, дихати, може, й писати…».
Вночі перед 18 червня Кальницький прийняв фатальне рішення. А вранці попросив у наглядача олівець і папір, щоб написати «щиросердне зізнання».
Вдячний Паволоцький розпорядився перевести піддатливого в'язня з «жаровні» до іншої камери і не мордував, як інших, нічними допитами. А сам зайнявся розшуком Шабсая Цві, рабина з Палестини, який, за свідченням Кальницького, нелегально приїздив до Харкова. Та збігали тижні, минали місяці, а наслідки були нульові, аж поки один із столичних «шерлокхолмсів» не впізнав у загадковому рабині Шабсаї Цві середньовічного єврейського лжемесію Саббатая Цеві, котрий у 1666 році проголосив себе намісником Бога на землі і обіцяв повернути всіх євреїв з вигнання в землю обітовану й з'єднати їх із християнами в єдиній вірі.
Цю загадку повністю підтвердив і викликаний 3 вересня на допит Кальницький. Він категорично відмовився від своїх попередніх свідчень, заявивши, що всю оту нісенітницю з рабином Шабсаєм придумав «у стані тяжкої моральної і фізичної депресії під впливом камери і під тиском слідства». І далі: «Я швидше дам себе вбити на допитах, аніж підтримуватиму брехливу версію». Годі, слідчий без зволікань сфабрикував свідчення давно стертого на гулагівську пилюку колишнього міністра в єврейських справах при Петлюрі Пінхуса Красного, нібито Красний свого часу особисто завербував Кальницького в антирадянську сіоністичну терористичну організацію й доручив проводити серед письменників розкладницьку агітацію. А щоб це свідчення було підперте бодай якимось доказом, зажадав від керівництва Харківської організації Спілки письменників характеристику Кальницького, і невдовзі одержав за підписом І. Плахтіна, Л. Юхвіда і Ю. Смолича такий документ: «За час перебування в Харківській організації письменників член СП Кальницький Я. І. неодноразово на зборах, а також у приватних розмовах висловлював політичне шкідливі, а часом і відверто антирадянські випади… Часто в своїх промовах говорив: „Припустимо, що фашисти переможуть нас…“ Таким чином створюючи пораженські настрої і об'єктивно утверджуючи переконання про можливість і невідворотність воєнної інтервенції проти СРСР… На зборах Кальницького неодноразово попереджували й критикували подібні його випади… Коли парторганізація з активом письменників викривала ворога народу Галушку Д. О., Кальницький активно виступав на захист Галушки. В боротьбі нашої організації з ворогами народу ніякої участі не брав, навпаки, як це засвідчує приклад із Галушкою, або захищав їх, або стояв осторонь… Задовго до арешту Єнукідзе, Кальницький мав із ним тісне спілкування: бував у нього на квартирі, дарувавав йому свої книги, користувався автомашиною і постійно вихваляв Єнукідзе. Під час судового процесу над троцькістсько-зінов'євською бандою Кальницький приховав від організації факт своїх зв'язків із вищезгаданим ворогом народу, не допоміг своєчасно викрити ворога народу…»
Крім цієї офіційної відповіді, Паволоцький долучив до справи показання «об'єктивного» свідка, якого знайшов в особі прозаїка-фантаста В. Владка, котрий 9 березня 1939 року так охарактеризував свого вчорашнього колегу:
|  | «Впродовж усього свого перебування в СП Кальницький маскувався під радянського громадянина і патріота, носія революційних заслуг… Під цією машкарою він уміло й підло приховував своє справжнє обличчя ворога. Те, що ми вважали його „дурістю“, „зривами“, насправді було майстерним проявом ворожої тактики, скерованої на те, щоб тишком-нишком, непомітно шкодити, вести непомітну з першого погляду, а тому особливо шкідливу антирадянську, антипартійну агітацію. Я вважаю, що Кальницький є одним із найуміліше замаскованих ворогів, що й допомогло йому так довго триматися невикритим». |

13 березня 1939 року Кальницькому пред'явлено обвинувальний висновок про те, що він належить до «антирадянської сіоністичної терористичної організації, до якої був завербований міністром у єврейських справах при Петлюрі Красним».
Проте Кальницький винним себе не визнав і продовжував посилати скарги на ім'я Берії, Ворошилова, Корнійчука, Папаніна, Вишинського, Сталіна. Та все ж, 29 жовтня 1939 року Особлива нарада НКВС винесла вирок (протокол № 38): ув'язнити Кальницького Я. І. на три роки у виправно-трудовий табір.
Покарання відбував в Онегтабі на ст. Пукса Північної залізниці. Незважаючи на всі клопотання його і рідних, рішення Особливої наради так і не було переглянуто. Він повністю відбув строк ув'язнення й повернувся до Харкова за тиждень до початку Німецько-радянської війни. Проте пера в руки більше ніколи не взяв і не писав ні книжок, ні дарчих написів на них.
Помер у забутті й нестатках у лютому 1949 року.
Згідно з Указом Президії Верховної Ради СРСР від 16 січня 1989 року «Про додаткові заходи по встановленню справедливості щодо жертв репресій, що мали місце в період 30-40-х і на початку 50-х років» Кальницький Я. І. повністю реабілітований.
Та виявилося, що Якова Кальницького не так легко зламати. Як останній дарунок від нього, вже після смерті письменника, у 1950 році вийшла його науково-фантастична повість «Конец подземного города», що і зараз має неабияку популярність серед шанувальників фантастики.

## Творча діяльність
1924 року опублікував автобіографічні нотатки «От февраля до Октября». Окрилений успіхом, полишив навчання, переїхав до Харкова і цілком віддався творчій роботі.
Перед арештом працював над створенням автобіографічної трилогії «Про щасливу людину», першу частину якої під назвою «Сім'я Полякових» видано 1950 року.
Протягом своєї літературної діяльності кілька разів звертався до фантастики. 1926 року вийшло українською мовою його науково-фантастичне оповідання «Радіо-думка», яке згодом лягло в основу фантастичного роману про майбутню війну «Іпсилон» (1930). За сюжетом роману на Радянський Союз напали фашистські організації з Ліги захисту світової культури, він бореться з ними, але остаточну перемогу приносять винаходи Антона Дикого і дивного професора Іпсилона.
Повість «Кінець Підземного міста», що вийшла після смерті автора, сучасники сприйняли як до абсурду точне наслідування або варіацію на тему «Арктанії» Г. Гребньова. Радянське полярне судно рятує чорношкірого, який розповів про підземну базу нацистів, що залишилася від війни в Арктиці. Екіпаж вирішує прийти на допомогу.
І, нарешті, 1928 року вийшла написана спільно з В. Т. Юрезанським книга «Навколо світу за 50 днів» — дитяча пригодницька повість про подорож двох радянських хлопців навколо світу.

## Твори
- Всякое бывает (1925)
- В багровом кольце (1927)
- Острозубая камса (1928)
- Человек, которого убили (1929)
- Сын полка (1931)
- Огни в Арктике (1934)
- Письмо в Америку (1934)
- Остров голубых песцов (1937)
- Новоземельские рассказы (1938).